# جیمز بیلی باتلر
جیمز بیلی باتلر (انگلیسی: James Bayley Butler؛ ۸ آوریل ۱۸۸۴ – ۲۱ فوریهٔ ۱۹۶۴) گیاه‌شناس و جانورشناس ایرلندی بود.